# Beney Zsuzsa
Beney Zsuzsa (Budapest, 1930. április 21. – Leányfalu, 2006. július 12.) József Attila-díjas magyar költő, író, esszéista, irodalomtörténész, tüdőgyógyász szakorvos, egyetemi tanár.

## Élete
Beney Zsuzsa első verseskötete, a Tűzföld 1972-ben jelent meg, Weöres Sándor bevezetőjével. Írt verselemzést gyerekeknek, Nyitva van az aranykapu címmel (1979), első esszékötete Ikertanulmányok címmel látott napvilágot (1973), későbbi tanulmányai sokat segítettek József Attila művészetének mélyebb megértésében. 1987-ben megjelent Napló, előtte és utána című regénye a biztos halál tudatában átélt élet lélektanát kutatja. 1993-tól az irodalomtudományok kandidátusa, a Miskolci Egyetem docense, egyetemi tanára.
Szerteágazó irodalmi munkássága mellett 70 éves koráig tüdőgyógyász szakorvosként dolgozott, valamint egyetemi tanárként bölcseletet és költészetet tanított a Pázmány Péter Katolikus Egyetem Bölcsészettudományi Karán, Pécsett és Miskolcon.
Lírájának központi témája a fájdalom, foglalkoztatta a tükröződés, a lét és nemlét, a paradoxonok működésmódja, versbe ágyazhatósága.

## Művei
- Tűzföld (versek; 1972)
- Cérnahangra (gyerekversek; Móra Könyvkiadó, 1972)
- Ikertanulmányok (esszék; 1973)
- Rontás (regény; 1974) – megjelent lengyelül Urzeczenie címen (Literackie, Wydawnictwo, 1980)
- Nyitva van az aranykapu (verselemzések gyermekeknek; Móra Kiadó, 1979)
- A második szó (versek; Szépirodalmi Kiadó, 1981)
- Gyász (versek; Békés megyei Könyvtár, 1987)
- Napló, előtte és utána (regény; Szépirodalmi Kiadó, 1987) ISBN 9631533131)
- József Attila-tanulmányok (esszék; Szépirodalmi Kiadó, 1989)
- Tűzföldi táj – Válogatott és új versek (versek; Szépirodalmi Kiadó, 1990)
- Versek a labirintusból (versek; Pannónia könyvek, 1992)
- Szó és csend között (esszék; Liget Kiadó, 1993,  – megjelent angolul Between Words and Silence címen (Mare's Nest Publishing, 1999, fordította Mark Griffith)
- A gondolat metaforái. Esszék József Attila költészetéről (esszék; Argumentum Kiadó, 1999, ISBN 9634461093)
- Két parton (versek; Argumentum Kiadó, 2000, ISBN 9634461395)
- A tárgytalan lét (versek; Argumentum Kiadó, 2003, ISBN 963446243X)
- Tél (haikuk; C.E.T. Belvárosi Könyvkiadó, 2004, ISBN 9639114758)
- Se tűz, se éj (versek; Argumentum Kiadó, 2005, ISBN 9634463126)
- Möbius-szalag; Vigilia, Budapest, 2006 (Vigilia esszék)
- Rontás; Gondolat, Budapest, 2008
- Összegyűjtött versek 1-3.; szerk. Daróczi Anikó; Gondolat, Budapest, 2008
- Az elérhetetlen jelentés. Összegyűjtött irodalmi esszék 1-2.; szerk. Daróczi Anikó; Gondolat, Budapest, 2010
- Cérnahangra; ill. Reich Károly; Holnap, Budapest, 2012
- "Nem látta senki más...". Versközelben; szerk. Daróczi Anikó, Szűcs Teri; Gondolat, Budapest, 2015